# Acanthodelta catocaloides
Acanthodelta catocaloides là một loài bướm đêm trong họ Noctuidae.